# Silke Leverkühne
Silke Leverkühne (* 1953 in Rendsburg) ist eine deutsche Malerin.

## Biografie
Silke Leverkühne studierte von 1971 bis 1975 Malerei bei Norbert Kricke und André Thomkins an der Kunstakademie Düsseldorf und schloss 1978 das Studium als Meisterschülerin bei Alfonso Hüppi ab. Von 1975 bis 1976 ging Leverkühne an die Accademia di Belle Arti nach Florenz und studierte dort ebenfalls Malerei.
Als Gastprofessorin für Freie Kunst war sie von 1993 bis 1995 an der Gesamthochschule Kassel und 1999 ebenfalls als Gastprofessorin an der Internationalen Sommerakademie für Kunst und Gestaltung Pentiment-HAW Hamburg. Von 1999 bis 2002 hatte sie einen Lehrauftrag für Malerei an der Universität GH Essen inne. Im Anschluss übernahm Leverkühne von 2002 bis 2003 eine Vertretungsprofessur der Basisklasse Barbara Hammann an der Kunsthochschule Kassel. Seit 2004 ist sie Professorin für künstlerische Praxis mit Schwerpunkt Malerei am Institut für Kunst und Kunsttheorie an der Humanwissenschfatlichen Fakultät der Universität zu Köln. Von 1985 bis 1986 hatte sie ein Atelier im Künstlerhauses Bethanien in Berlin. 1987–89 war sie Stipendiatin der Günther-Peill-Stiftung, Düren. 1989 erhielt sie den Förderpreis der Stadt Düsseldorf. Sie gehörte zur Auswahl der zwischen 1999 und 2003 neu aufgenommenen Künstler, deren Arbeiten bei der Ausstellung zum hundertjährigen Jubiläum des DKB in der Bundeskunsthalle in Bonn gezeigt wurden. 2011 war Leverkühne Artist in residence in Etaneno, Museum im Busch, Namibia.
Leverkühne ist Mitglied im Deutschen Künstlerbund, Mitglied des Vorstandes im Internationalen Künstlergremium (IKG) und Mitglied im Beirat für das Archiv für Künstlernachlässe, Stiftung Kunstfonds.
Sie lebt und arbeitet in Düsseldorf.

## Ausstellungen (Auswahl)
- 2022 im fluss, Silke Leverkühne, Galerie Bengelsträter, Düsseldorf
- 2019 In anderen Gefilden, Silke Leverkühne, Sybille Hassinger, Dr. Carl Dörken Galerie, Herdecke
- 2019 Silke Leverkühne, Elisabeth Wagner – Malerei, Skulptur, Galerie Karsten Weigmann, Düsseldorf
- 2018 Silke Leverkühne & Fernand Roda, moods of time Galerie Bengelsträter, Düsseldorf
- 2017 Silke Leverkühne, Sigrid Kopfermann, Struktur und Imagination, Kopfermann-Fuhrmann-Stiftung, Düsseldorf
- 2016 Meisterschüler Alfonso Hüppi, Kunstverein Oberhausen
- 2016 25 Jahre Kunstverein, Kunsthalle Recklinghausen
- 2014 Silke Leverkühne, Birgit Werres Palais Liechtenstein, Feldkirch, Österreich
- 2014 Rückblick nach vorne, 25 Jahre Kunstverein Lippstadt
- 2013 Silke Leverkühne: grüne Erde an Berg blau, Leopold-Hoesch-Museum Düren
- 2013 Von Beckmann bis Warhol, Sammlung Bayer, Martin Gropius Bau, Berlin
- 2013 Traditionelle und Zeitgenössische Kunst, MoMA XLY, Chengdu, Yanhuang Art Museum, Beijing, China
- 2013 the devil in the detail, Galerie Lehr, Köln
- 2012 "10 Jahre Malerei" Matt McClune, Yeunhi Kim, Silke Leverkühne, Galerie Krohn, Basel
- 2011 Museum im Busch, Etaneno, Namibia
- 2010 Silke Leverkühne: «Licht und Luft», Galerie Krohn, Basel
- 2009 Silke Leverkühne: summertime, Galerie Bengelsträter, Düsseldorf
- 2009 Gastspiel – Sammlung WGZ Bank Düsseldorf, Kunstbrücke, Innsbruck
- 2007 wie es ist – Malerei der frühen 80er bis heute, Kunsthalle Düsseldorf
- 2003 Herbarium der Blicke, Deutscher Künstlerbund, Bundeskunsthalle Bonn
- 2001 Silke Leverkühne, Peter Mell, Einzelgänger, Bundesakademie für kulturelle Bildung, Wolfenbüttel
- 2000 Landschaftsräume, Sammlung Deutsche Bank, Museum Küppersmühle, Duisburg
- 2000 235km. Kunst aus Düsseldorf in Moskau, Neue Manege Moskau
- 2000 Silke Leverkühne: "wechselnd bewölkt", Altonaer Museum, Hamburg
- 1999 Augenzeugen, Sammlung Hanck, Kunstmuseum Düsseldorf
- 1997 Silke Leverkühne: Landschaften-Wolkenbilder, Von der Heydt-Museum, Wuppertal
- 1995 Das Abenteuer der Malerei, Kunstverein für die Rheinlande und Westfalen, Düsseldorf und Württembergischer Kunstverein, Stuttgart
- 1991 Silke Leverkühne: die Säule, Kunstverein Braunschweig
- 1991 Silke Leverkühne: est, est, est, Kunstverein Emmerich
- 1990 Silke Leverkühne: "aus anderer Perspektive", Westfälischer Kunstverein, Münster, Mannheimer Kunstverein, Erfurter Kunstverein im Angermuseum
- 1989 Silke Leverkühne: Peill-Stipendiaten, Leopold-Hoesch-Museum, Düren
- 1986 Silke Leverkühne: Künstlerhaus Bethanien, Berlin
- 1984 von hier aus – zwei Monate neue deutsche Kunst, Messehallen Düsseldorf
- 1982 Con-Figurazione, Musei Comunali Casa della Coltura, Livorno, Italien
- 1978 Selbstgespräche, Württembergischer Kunstverein, Stuttgart sowie Haus am Waldsee, Berlin

## Auszeichnungen
- 2011 Artist in Residence, Etaneno Ojiwarongo, Namibia
- 1999 Stadtmalerin in Leverkusen, Stipendium der Bayer AG
- 1989 Förderpreis der Stadt Düsseldorf
- 1986 Künstlerhaus Bethanien, Berlin